# Antonio Ramón Ramón
Antonio Miguel Ramón Ramón (Molvízar, Granada, 13 de noviembre de 1879 - ¿?, 1924) fue un obrero español asociado con el movimiento anarquista, conocido por ser quien atentó contra la vida del general chileno Roberto Silva Renard el 14 de diciembre de 1914, para vengar a su medio-hermano Manuel Vaca, muerto en la Matanza de la Escuela Santa María de Iquique, comandada por dicho militar en 1907.

## Infancia y juventud
Antonio nació en el seno de una familia muy humilde en la Calle de los Serafines, Molvízar, Granada, España. Sus progenitores fueron Antonio Ramón Ortiz y Encarnación Ramón Ortega. Tempranamente tuvo que incorporarse como jornalero en tareas agrícolas. La precariedad y las miserias salariales llevaron a Antonio y a una gran masa de la población a trasladarse por diversos rumbos, en busca de mejores expectativas de vida. Fue en ese entonces, a la edad de 23 años, cuando se trasladó desde su pueblo natal hacia Marruecos, donde se desempeñó en varios oficios. Fue ahí donde se enteró de que tenía un medio-hermano de parte de padre, llamado Manuel Vaca, al ser confundido por un viejo amigo de éste.
Antonio comenzó la búsqueda de su hermano, y luego de encontrarlo prontamente, inició con él una nueva vida, convirtiéndose en compañeros inseparables.

## Viaje a América
Ramón Ramón comenzó una gran amistad con su hermano, con el cual desempeñaban labores similares dentro de África y con quien tomó la iniciativa de viajar hacia el Continente Americano. Se trasladaron a América impulsados por los malos negocios. Llegaron a Brasil, donde se tuvieron que separar, por problemas monetarios: Antonio decidió quedarse en ese lugar, mientras Manuel continuó su camino rumbo a Argentina.
Antonio permaneció alrededor de 11 meses en Brasil; su hermano recién llegado a Buenos Aires, por su parte, permaneció allí un par de meses, antes de decidir viajar al norte de Chile, atraído por las faenas del salitre de esos tiempos. Manuel se estableció en Tarapacá y Antonio viajó a establecerse en Argentina. Es en ese lugar donde conocieron a una gran cantidad de inmigrantes hispanos, que en su mayoría eran trabajadores anarquistas, de los que comenzaron a contagiarse de los ideales libertarios. Antonio y Manuel se hicieron visitantes frecuentes de los Ateneos Sociales, donde hicieron grandes amigos[cita requerida].
Hasta entonces la relación de los hermanos fluía sin problemas a través de la correspondencia, en donde se mantenían en contacto, Manuel consiguió trabajo en las salitreras de la pampa de Tarapacá, lugar en el que estaba condenado a trabajar largas jornadas sin oportunidad de ahorrar. Durante 2 años mantuvo correspondencia mutua con Antonio, al que le comentaba las grandes injusticias sufridas como trabajador... pero la correspondencia dejó de llegarle a Antonio a finales de 1907. Antonio no tuvo más noticias sobre su hermano, el que había conocido hace casi una década en Marruecos.

## La matanza de Santa María de Iquique
Antonio se enteró de la Matanza de la Escuela Santa María de Iquique a través de la prensa argentina, y en junio de 1908 decidió cruzar la Cordillera de Los Andes rumbo a Chile para dirigirse al Norte Grande chileno, con la idea de buscar información sobre su hermano. Al poco tiempo se enteró de la noticia de que Manuel Vaca había sido una de las víctimas de la masacre.
Desde aquí en adelante no existen datos muy claros sobre los paraderos de Antonio. Se sabe que estuvo trabajando como jornalero en la pampa chilena, luego como bodeguero en Valparaíso y, que en el tiempo anterior de atacar al General Roberto Silva Renard, había cruzado hacia Argentina un par de veces. Lo cierto es que su paradero no estuvo muy claro en todo este tiempo.

## El ajusticiamiento contra el general Roberto Silva Renard

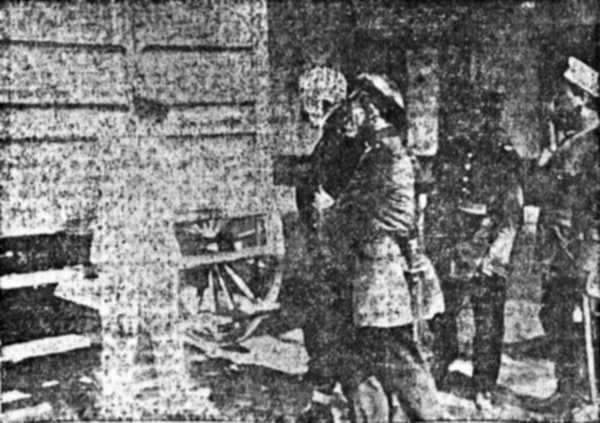
Antonio, ya con el vendaje en la cabeza, es conducido por soldados luego del atentado. Fotografía tomada el 14 de diciembre de 1914, y publicada al día siguiente en el diario El Mercurio.

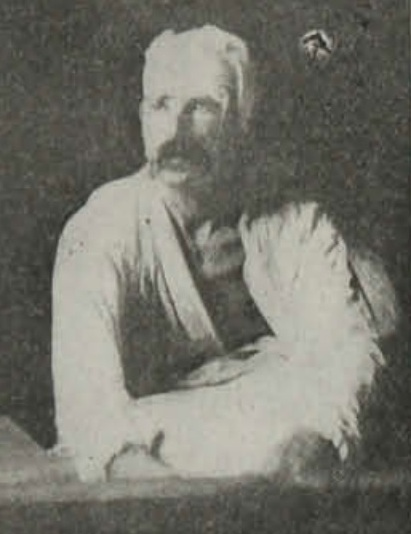
Ramón Ramón con el vendaje en su cabeza ocultando sus heridas.

Antonio atacó a Roberto Silva Renard la mañana del lunes 14 de diciembre de 1914 a las 10:15, cuando el general caminaba por la calle Viel, en las proximidades del Parque O'Higgins (en ese entonces llamado Parque Cousiño), en dirección a su despacho en la Fábrica de Cartuchos del Ejército, en la cual se desempeñaba como director. Le propinó varias heridas por la espalda, no consiguiendo matarlo, pero sí mantenerlo enfermo por varios meses, produciéndose así su retiro. Al respecto, el Memorial del Ejército de Chile señaló: 

Herido alevosamente en los últimos días de su carrera por una mano criminal, armada por la venenosa propaganda anarquista, sufrió altivamente las injusticias de la suerte i no repuesto todavía de las heridas que recibiera, se le vio de nuevo en la brecha del trabajo diario, dedicando las últimas enerjías de su vida en provecho de la Nación i del Ejército.

Antonio luego intentó tomar una botella con veneno, que no produjo efecto alguno. Corrió en dirección hacia el parque, donde fue capturado por guardias del ejército, ayudantes del general, y herido a sablazos en la cabeza por estos. A la medianoche del mismo día, fue llevado al hospital de la cárcel, y de ahí en adelante su verdadero futuro es incierto.

## Repercusión social
Los diversos grupos anarquistas y libertarios saludaban al Vengador como «la mano de un gran pueblo, la mano de la falange proletaria»; El periódico de Iquique El Despertar de los Trabajadores, señaló: 

«... Sólo hay satisfacción de alivio al ver que cae aquel que en época no lejana ahogara las más sublimes aspiraciones de un pueblo en un charco de sangre».
Periódico El despertar de los trabajadores

Se comenzó con una campaña de colecta para defender a Antonio en los tribunales; Grandes manifestaciones de solidaridad tuvieron lugar cuando Antonio ingresó a la cárcel.
Mítines, manifestaciones, huelgas de hambre y paros se hicieron presentes por mucho tiempo, con la intención de que se hiciera la revisión del fallo que encarceló a Antonio. Comenzó una campaña internacional encabezada por Piotr Kropotkin y Rudolf Rocker a la que se adhirieron cientos de anarquistas alrededor del mundo.[cita requerida]
Se dice que en 1922 se dictó la expulsión del país de Antonio Ramón Ramón, quien recibió grandes muestras de solidaridad desde su salida de la cárcel, hasta embarcarse en un puerto de Valparaíso rumbo a Molvízar [cita requerida] (otros desmienten esta teoría y aclaran que Antonio nunca salió de la cárcel, muriendo ahí en el anonimato). Fue ahí donde el anarquista Juan Chamorro le entrega la suma de 1500 libras recaudada en una colecta solidaria para el viaje de Antonio, y quien además en su despedida le dedica las siguientes palabras: 

"Nuestra admiración al compañero libertario que, a nombre de la anarquía, supo limpiar las manchas de sangre que provocó en el pueblo obrero el general asesino".
Juan Onofre Chamorro

## Muerte
No se tiene real claridad acerca de la muerte de Antonio. Existen distintas teorías, la primera de las cuales dice que murió en la cárcel, hundido en el anonimato, y que no se supo más de él, debido en parte a que la prensa acalló cualquier noticia acerca de él.[cita requerida]
Una segunda teoría dice que Antonio regresó a la ciudad que lo vio nacer, y que lo vio morir a los 44 años, donde falleció en 1924, por una profunda depresión que lo aquejaba.[cita requerida]
Finalmente, una tercera teoría, algo más divulgada, afirma que en realidad Ramón Ramón se suicidó en 1924, sin conocerse la fecha ni el lugar exactos, y producto de la misma depresión a la que aduce la teoría anterior.

## La figura de Antonio Ramón Ramón en la actualidad
Luego de cumplirse, en 2007, cien años de la Matanza, la figura de Antonio Ramón Ramón ha sido reinstalada en la historia. En el lugar del atentado a Silva Renard, en la estación del metro Rondizzoni de Santiago de Chile, se ubicó un modesto monolito en su memoria.
Esta figura aparece también mencionada al final del libro Santa María de las flores negras, del escritor chileno Hernán Rivera Letelier. Además, en 2007 se realizó un documental llamado La Venganza de Ramón Ramón, transmitido en Televisión Nacional de Chile y otras señales internacionales; y el mismo año, el grupo teatral Teatro del Oráculo realizó un montaje inspirado en la historia de este personaje. El 16 de enero de 2015, la compañía de teatro CEETUCH (Compañía de estudiantes de teatro de la Universidad de Chile) montó la obra La venganza popular de Santa María de Iquique, también basada en su historia.
Además, son diversos los grupos y colectivos que han reivindicado la acción de Antonio Ramón Ramón para mantener viva la memoria histórica vigente, dentro de las que destacan la reinstalación de un monolito por parte de Colectivo Antonio Ramón Ramón luego de un ataque perpetrado por grupos fascistas que destruyeron la piedra conmemorativa. También existe el libro Entre el dolor y la ira de Igor Goicovic Donoso, y el trabajo de una Cooperativa de Trabajo Campesina que produce un vino en Homenaje a Antonio Ramón Ramón.